# 부다성 강삭철도

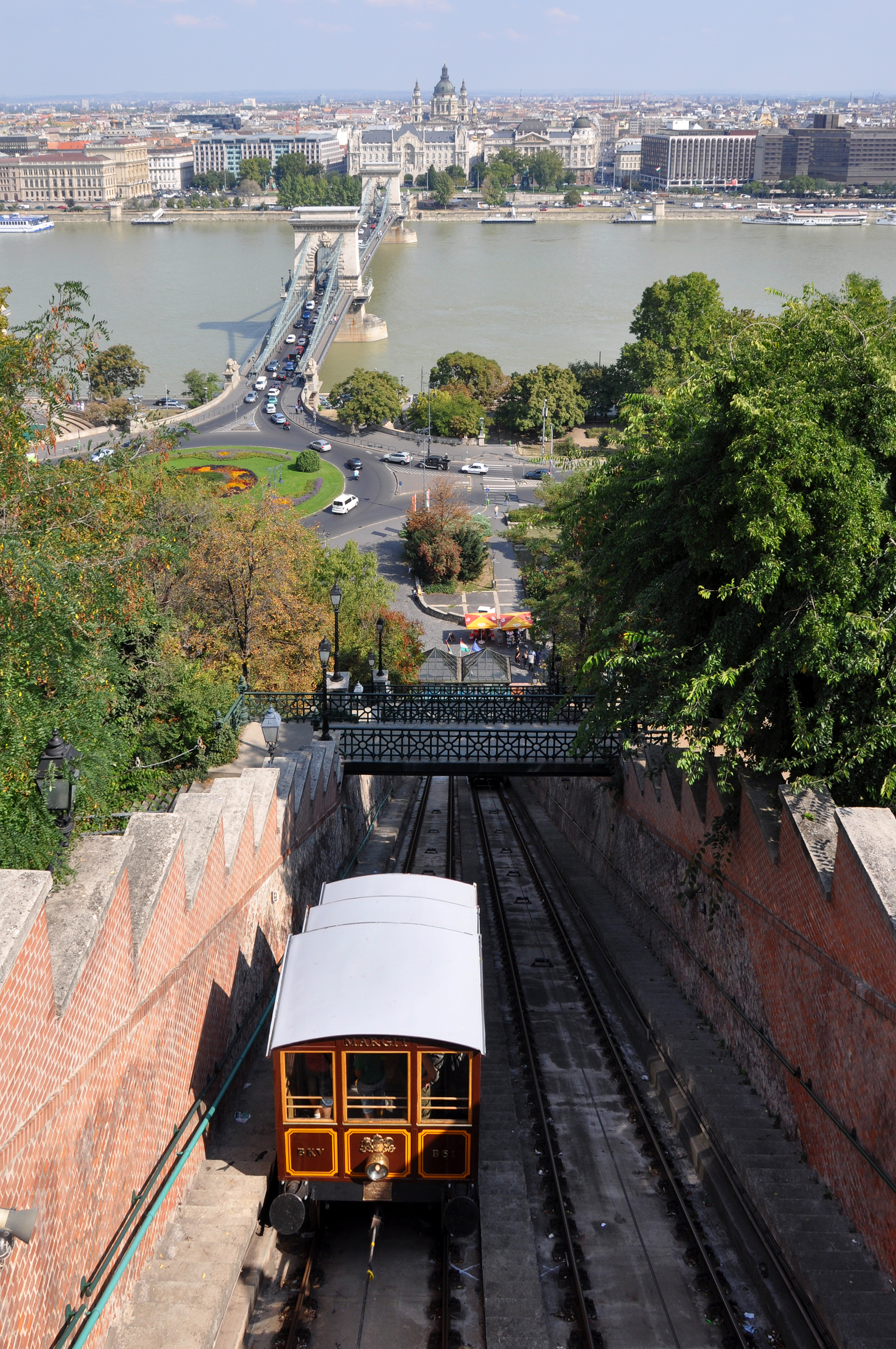
부다성 강삭철도

부다성 강삭철도(헝가리어: Budavári Sikló)는 헝가리 부다페스트에서 운영되는 강삭철도다. 세체니 다리 앞 광장과 부다성을 잇는다.
이 노선은 1870년 3월 2일에 개통되었으며, 1920년 이래로 지방 정부가 소유하고 있었다. 제2차 세계 대전 중에 파괴되었다가 1986년 6월 4일에 다시 개통되었다. 노선의 특징은 위를 가로지르는 두 개의 보행자용 육교다. 이 다리는 노선이 개통되었을 당시 존재했지만, 1900년에 성의 정원이 확장되면서 제거되었고, 1983년에 원래 설계대로 재건되었다.